# Ladislao Cabrera (provins)

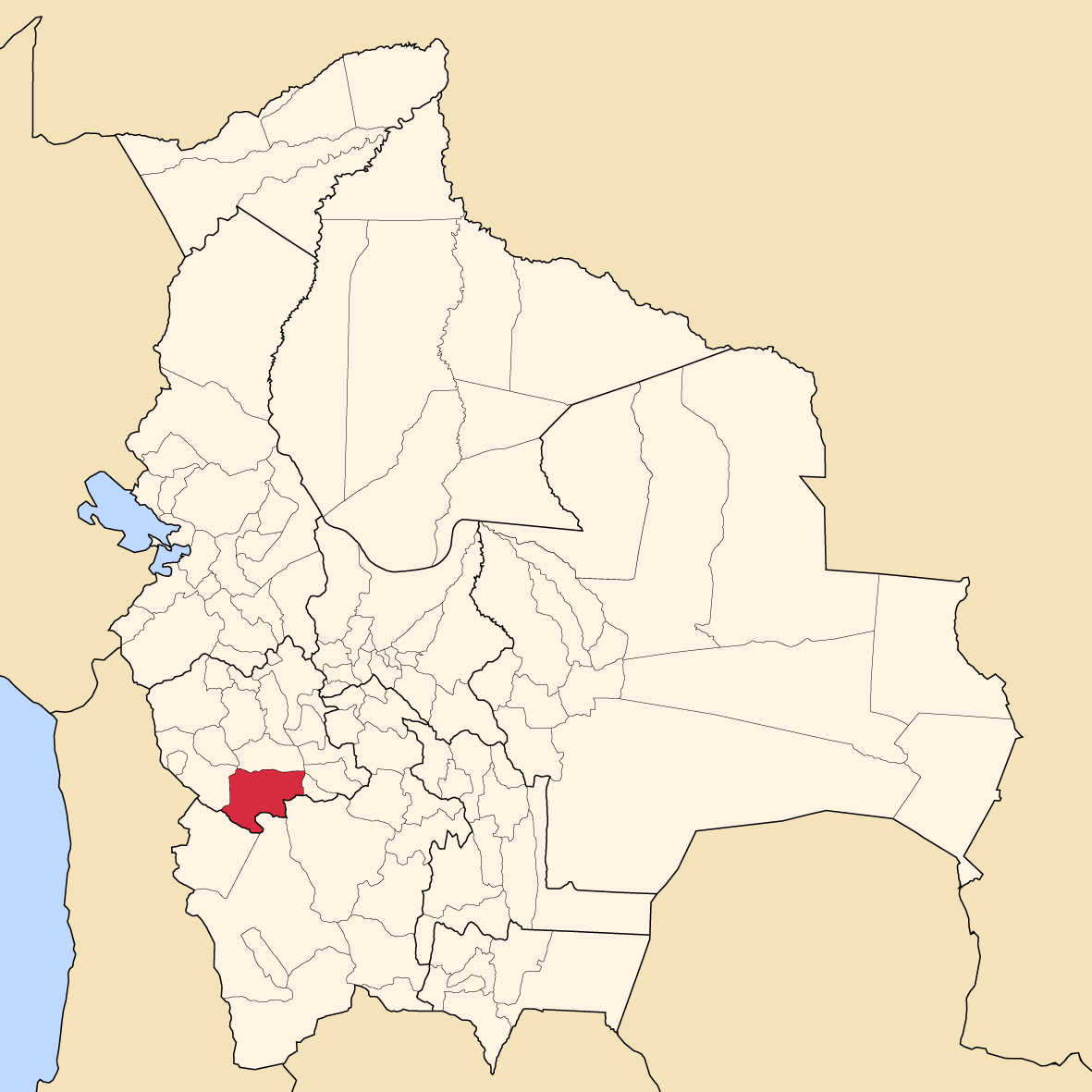
Provinsens läge i Bolivia

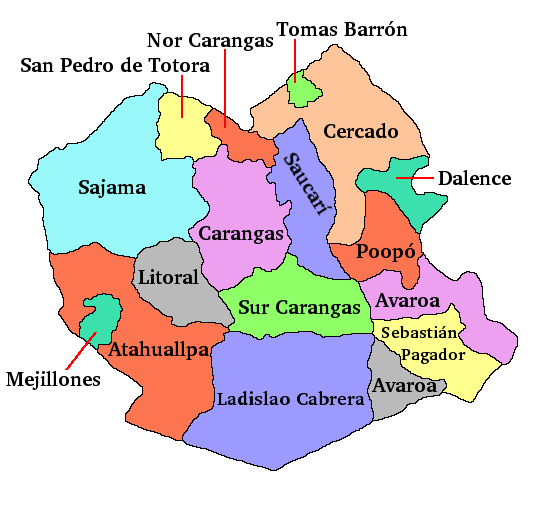
Provinser i Oruro

Ladislao Cabrera är en provins i departementet Oruro i Bolivia. Den administrativa huvudorten är Salinas de Garci Mendoza.